# Френдшип (Нью-Йорк)
Френдшип (англ. Friendship) — місто (англ. town) в США, в окрузі Аллегені штату Нью-Йорк. Населення — 1944 особи (2020).

## Демографія
Згідно з переписом 2010 року, у місті мешкали 2004 особи в 799 домогосподарствах у складі 507 родин. Було 1057 помешкань
Расовий склад населення:
| - 96,9 % — білих - 0,5 % — чорних або афроамериканців - 0,4 % — корінних американців - 0,1 % — азіатів |

До двох чи більше рас належало 1,5 %. Частка іспаномовних становила 1,7 % від усіх жителів.
За віковим діапазоном населення розподілялося таким чином: 27,1 % — особи молодші 18 років, 57,0 % — особи у віці 18—64 років, 15,9 % — особи у віці 65 років та старші. Медіана віку мешканця становила 38,0 року. На 100 осіб жіночої статі у місті припадало 99,8 чоловіків;  на 100 жінок у віці від 18 років та старших — 95,8 чоловіків також старших 18 років.
Середній дохід на одне домашнє господарство  становив 43 193 долари США (медіана — 35 917), а середній дохід на одну сім'ю — 51 926 доларів (медіана — 44 432). Медіана доходів становила 44 083 долари для чоловіків та 24 559 доларів для жінок. За межею бідності перебувало 23,1 % осіб, у тому числі 33,5 % дітей у віці до 18 років та 6,9 % осіб у віці 65 років та старших.
Цивільне працевлаштоване населення становило 613 осіб. Основні галузі зайнятості: виробництво — 26,1 %, освіта, охорона здоров'я та соціальна допомога — 19,4 %, роздрібна торгівля — 12,9 %, фінанси, страхування та нерухомість — 11,3 %.